# Indian Summer (альбом Plazma)
Indian Summer (дословно — «Индейское лето») — шестой студийный альбом российской англоязычной группы Plazma (в 1990—1999 годах — Slow Motion).
Выпустив с 1991 по 2006 год пять студийных альбомов, работу над Indian Summer музыканты начали спустя три года после выхода их предыдущего альбома — Black & White. Однако с развитием технологий и появлением более удобных и рентабельных способов выпуска музыки группа приостановила активный выпуск своего материала на физических носителях, сосредоточившись на создании синглов для радиоэфиров и цифрового издания, в связи с чем запись шестого альбома проходила неспешно в период с 2009 по 2017 год на студии Vi-Sound Studio в Москве, Россия.
Впервые в продажу альбом Indian Summer поступил 8 декабря 2017 года на цифровых платформах (интернет-магазины iTunes Store, Google Play, Amazon и другие), а 12 февраля 2018 года вышел ограниченным тиражом на CD (интернет-магазин Ozon.ru и другие).
Вошедшая в альбом композиция «Never Ending Story» ранее принесла группе Plazma участие в финале отборочного тура международного конкурса «Евровидение-2009». Затем группа претендовала на участие в «Евровидении-2010» с песней «Mystery (The Power Within)», которая впоследствии также была добавлена в альбом.

## Об альбоме
Официальный синопсис альбома от лейбла «Первое музыкальное Издательство»:
Группа Plazma, в 2000-м году взорвавшая чарты радиостанций песней „Take My Love“, не выпускала новых альбомов с 2006 года. Десять лет спустя Роман Черницын и Максим Постельный возвращаются с новым альбомом „Indian Summer“, все песни в котором по-прежнему выдержаны в фирменном стиле группы с хорошо знакомым мягким вокалом и англоязычными текстами.

## Список композиций
Вся музыка написана Романом Черницыным и Максимом Постельным, тексты — Романом Черницыным.
| №                   | Название                              | Длительность |
| ------------------- | ------------------------------------- | ------------ |
| 1.                  | «Tame Your Ghosts»                    | 4:24         |
| 2.                  | «Angel of Snow»                       | 4:24         |
| 3.                  | «Brilliant Water»                     | 3:11         |
| 4.                  | «Mystery (The Power Within)»          | 3:54         |
| 5.                  | «Black Leather Boys»                  | 3:57         |
| 6.                  | «Wild Love»                           | 4:50         |
| 7.                  | «Later»                               | 3:45         |
| 8.                  | «Indian Summer»                       | 3:02         |
| 9.                  | «Never Ending Story»                  | 4:22         |
| 10.                 | «Dangerous»                           | 3:54         |
| 11.                 | «Untitled»                            | 3:36         |
| 12.                 | «Lucky Rider»                         | 2:56         |
| 13.                 | «Brilliant Water II»                  | 3:30         |
| 14.                 | «Up In the Wind»                      | 4:22         |
| 15.                 | «Indian Summer (Alternative Version)» | 3:43         |
| Общая длительность: | Общая длительность:                   | 57:48        |

## Синглы и видеоклипы

### Синглы
Следующие композиции были официально выпущены в качестве радиосинглов:
| Дата начала ротации           | Песня                      | Всего эфиров | Высшая позиция в чартах | Высшая позиция в чартах      |
| Дата начала ротации           | Песня                      | Россия       | Tophit (Top Radio Hits) | Европа Плюс (Еврохит Топ-40) |
| ----------------------------- | -------------------------- | ------------ | ----------------------- | ---------------------------- |
| 13.03.2009                    | Never Ending Story         | 6 049        | 222                     | —                            |
| 20.10.2009                    | The Real Song (Untitled)   | 6 203        | 209                     | —                            |
| 11.01.2010                    | Mystery (The Power Within) | 563 808      | 31                      | 3                            |
| 26.07.2011                    | Angel of Snow              | 75 262       | 50                      | 35                           |
| 29.03.2013                    | Black Leather Boys         | 14 144       | 171                     | —                            |
| 15.12.2014                    | Lucky Rider                | 34 599       | 156                     | —                            |
| 07.09.2015                    | Tame Your Ghosts           | 8 443        | 191                     | —                            |
| По состоянию на 1 января 2021 |                            |              |                         |                              |

Следующие композиции были официально выпущены в интернет-магазинах в качестве цифровых синглов:
| Дата выхода | Песня              | Лейбл             |
| ----------- | ------------------ | ----------------- |
| 28.03.2012  | Angel of Snow      | TAK Music         |
| 30.10.2013  | Black Leather Boys | Freestyle Records |
| 15.06.2015  | Lucky Rider        | Freestyle Records |
| 31.08.2015  | Tame Your Ghosts   | Zion Music        |

Следующие композиции были официально выпущены на YouTube-канале Meloman Music в качестве промосинглов:
| Дата выхода | Песня           | Лейбл                                               |
| ----------- | --------------- | --------------------------------------------------- |
| 19.12.2017  | Later           | Первое музыкальное Издательство, United Music Group |
| 19.12.2017  | Dangerous       | Первое музыкальное Издательство, United Music Group |
| 19.12.2017  | Indian Summer   | Первое музыкальное Издательство, United Music Group |
| 19.12.2017  | Up In the Wind  | Первое музыкальное Издательство, United Music Group |
| 19.12.2017  | Brilliant Water | Первое музыкальное Издательство, United Music Group |

### Видеоклипы
На следующие композиции были официально выпущены видеоклипы:
| Дата выхода | Песня                      | Режиссёр         |
| ----------- | -------------------------- | ---------------- |
| 29.04.2010  | Mystery (The Power Within) | Марат Адельшин   |
| 28.02.2016  | Tame Your Ghosts           | Валерий Варданян |

В июле 2010 года, после выхода видеоклипа на песню «Mystery (The Power Within)», группа дала интервью программе «Богатые и знаменитые» телеканала «Мой город», сообщив о том, что для своей следующей на тот момент композиции (которой, как выяснилось впоследствии, стала «Angel of Snow») тоже планирует снять клип, однако этого не произошло. Также в декабре 2017 года группа опубликовала видеообращение для участников своей группы ВКонтакте и объявила в нём о планах снять видеоклип на песню «Later», но в итоге вместо этого 28 февраля 2019 года был выпущен видеоклип на внеальбомную композицию «I Believe in Love», который стал для группы экспериментальным и представлял собой смесь стандартного клипа и текстового видео (лирик-видео).

## Участники записи
- Роман Черницын — вокал, музыка, тексты
- Максим Постельный — клавишные, бэк-вокал, музыка, аранжировка
- Николай Трофимов — гитара, бэк-вокал
- Александр Лучков — скрипка, акустическая гитара, бэк-вокал
- Вита Полудюк — дополнительный вокал в «Never Ending Story»[4]

## История релиза
| Регион | Дата выхода     | Лейбл                                          | Форматы |
| ------ | --------------- | ---------------------------------------------- | ------- |
| Россия | 8 декабря 2017  | Первое музыкальное Издательство                | ЦД      |
| Россия | 12 февраля 2018 | Первое музыкальное Издательство, Торговый союз | CD      |